# 佩德罗苏 (加亚新城)
佩德罗苏是葡萄牙波尔图区的一个堂区。总面积19.65平方公里，总人口18449人，人口密度938.9人/平方公里。